# Granducato di Baden
Il Granducato di Baden è stato uno stato tedesco dal 1806 al 1918 e fa oggi parte dello Stato federato del Baden-Württemberg. Il granducato di Baden, creato nell'epoca napoleonica all'inizio del XIX secolo, divenne nel 1871 parte dell'Impero tedesco e rimase inalterato nei confini fino alla fine della seconda guerra mondiale.

## Etimologia
Sebbene questa regione divenga un'unità territoriale solo in epoca moderna, questa porzione occidentale della Svevia era già nota in tempi antichi con questo nome; è interessante notare che il termine baden, nel tedesco moderno significhi "fare il bagno" o "balneazione", e molto probabilmente il nome della regione è connesso alla elevata presenza di fonti termali, che già la resero famosa sin in epoca preistorica.

## Storia

### La nascita del granducato
Il Baden nella sua forma definitiva fu formato all'inizio del XIX secolo sotto la protezione di Napoleone e grazie all'abile diplomazia del barone Sigismund von Reitzenstein. Con lo stabilizzarsi del nuovo ordine napoleonico, nel periodo 1803-1810 lo Stato del Baden vide accrescere notevolmente i propri domini soprattutto a spese di piccoli principati, territori ecclesiastici e città libere, più che raddoppiando la propria estensione territoriale.
Con il Reichsdeputationshauptschluss del 1803 il Baden acquisì (a titolo di risarcimento per i territori sulla sinistra del Reno passati all'Impero Francese) parti del Palatinato Elettorale alla destra del Reno (con Mannheim e Heidelberg); i possedimenti sulla destra del Reno del principato vescovile di Costanza, della diocesi di Basilea, dell'arcidiocesi di Strasburgo e della diocesi di Spira; le libere città imperiali di Offenburg, Gengenbach, Biberach, Zell am Harmersbach, Überlingen e Pfullendorf, così come Wimpfen che fu però ceduta immediatamente dopo all'Assia-Darmstadt; i terreni di molte abbazie, tra cui quella di Petershausen.
Nel 1805, grazie alla pace di Presburgo, il Baden poté annettersi grandi parti dell'Austria Anteriore, e precisamente la Brisgovia (con Friburgo) e la città di Costanza. L'anno successivo, con la creazione della Confederazione del Reno, si aggiunsero la maggior parte dei territori dei principi Fürstenberg, il principato di Leiningen, una parte della contea di Wertheim ed il langraviato del Klettgau. Fu infine col trattato di Parigi stipulato col Württemberg (1810) che il Baden poté ingrandirsi a spese di quest'ultimo nella regione della Foresta Nera e del lago di Costanza.
Con le nuove acquisizioni territoriali il Baden - che fino a quel momento non era dotato di istituzioni di cultura superiore - entrò in possesso anche delle università di Friburgo e Heidelberg. Con l'adesione alla Confederazione del Reno il principe elettore del Baden (così era stato elevato il margravio Carlo Federico nel Reichsdeputationshauptschluss) fu ulteriormente elevato al rango di granduca.
In virtù di quest'alleanza con Napoleone i soldati del Baden combatterono assieme ad altre truppe tedesche della Confederazione del Reno nelle battaglie napoleoniche. La ritirata da Mosca attraverso la Beresina fu coperta da truppe del Baden; dei 7.000 soldati entrati a far parte della Grande Armée solo poche centinaia riuscirono a fare ritorno. La fedeltà del Baden alla Francia fu ribadita anche nella battaglia di Lipsia, ma nonostante ciò il granduca Carlo non fu penalizzato dal Congresso di Vienna, che anzi confermò le acquisizioni territoriali degli anni precedenti. Infine nel 1819 il Baden fu accresciuto della contea di Geroldseck, che fino a quel momento aveva costituito un'enclave nel proprio territorio.

### Il granducato nel XIX secolo
Nel corso dell'Ottocento concetti quali la democrazia e il parlamentarismo si diffusero nel Baden in maniera più libera che altrove. Il granducato ottenne nel 1818 una costituzione che per i suoi tempi si distingueva per la sua matrice liberale e progressista e che fece del Baden una monarchia costituzionale.
Lo stato così delineato prevedeva un parlamento bicamerale, la cui seconda assemblea non era suddivisa per ceti e riuniva i deputati eletti nei rispettivi collegi. I dibattiti parlamentari venivano pubblicati integralmente nonostante la censura, permettendo una rafforzata partecipazione dei cittadini a questioni di ordine politico. Un siffatto ordine costituzionale portò il Baden a ripetuti conflitti con le forze conservatrici nella Confederazione tedesca guidata dal cancelliere austriaco Klemens von Metternich, nonché con gli stessi granduchi Carlo I e Luigi I.
La sua amministrazione era organizzata su ispirazione napoleonica con un Gabinetto privato del granduca, un ministero di stato presieduto dal ministro della giustizia ed una serie di altri ministeri che costituivano l'amministrazione centrale:
- ministero della Casa granducale e degli affari esteri
- ministero della Giustizia (sede della Corte Suprema a Mannheim)
- ministero degli Interni
- ministero del Commercio
- ministero delle Finanze con la direzione centrale dell'agricoltura
- Ministero della Guerra
- Suprema Camera dei conti
- Supremo Consiglio della Chiesa evangelica

Il suo territorio era suddiviso in quattro circoli amministrativi per una superficie complessiva di km² 15.081:
- Lago (Costanza), km² 4.169
- Alto Reno (Friburgo), km² 4.740
- Medio Reno (Karlsruhe), km² 2.572
- Basso Reno (Mannheim), km² 3.600

## Granduchi di Baden (1806-1918)
| Immagine | Nome        | Regno     | Note |
| -------- | ----------- | --------- | --- |
|          | Carlo I     | 1806-1811 | Già margravio e poi principe-elettore di Baden, elevato a granduca secondo le convenzioni con Napoleone Bonaparte        |
|          | Carlo II    | 1811-1818 | Figlio del principe ereditario Carlo Luigi di Baden, figlio a sua volta di Carlo I di Baden                              |
|          | Luigi I     | 1818-1830 | Figlio di Carlo I |
|          | Leopoldo I  | 1830-1852 | Figlio di Carlo I |
|          | Luigi II    | 1852-1856 | Figlio del precedente. Occupa il trono solo formalmente sotto la reggenza del fratello Federico I che gli succederà poi. |
|          | Federico I  | 1856-1907 | Figlio di Leopoldo I. |
|          | Federico II | 1907-1918 | Figlio del precedente. Abdica nel 1918 con la capitolazione dell'Impero tedesco                                          |

### Presidenti del Ministero di Stato del Granducato di Baden

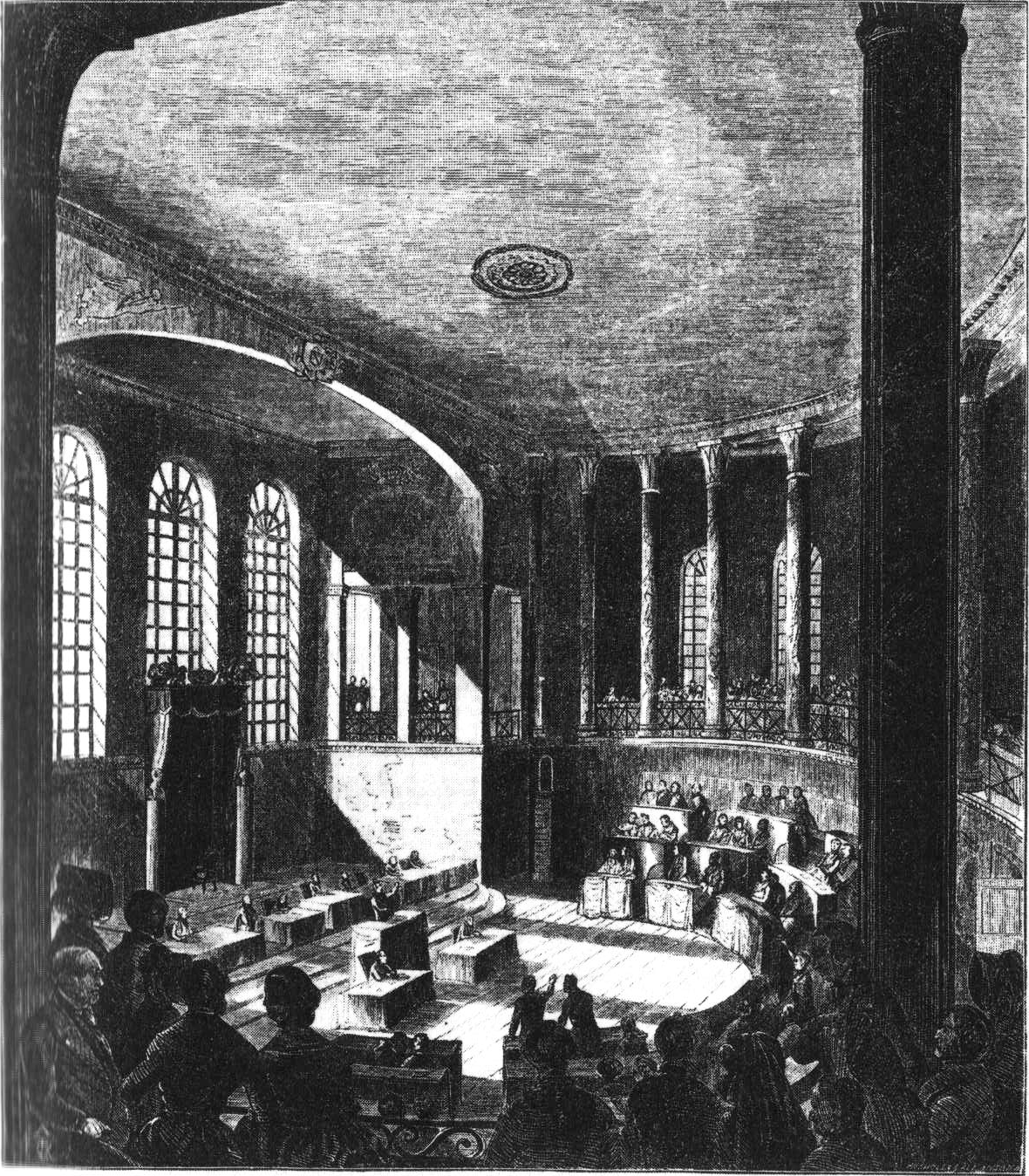
Miniatura del Parlamento del Baden, il Badische Ständeversammlung ovvero (la dieta del Baden)

- luglio 1808 - 1808: Emmerich Joseph von Dalberg
- 1808 - 1809: Carl Wilhelm von Bieberstein
- 1809 - marzo 1810: Sigismund Karl von Reitzenstein (1º mandato)
- marzo 1810 - 1810: Conrad Karl Friedrich von Andlau-Birseck (de facto)
- 1810 - 13 gennaio 1812: Christian Heinrich Gayling von Altheim
- 1812 - 1817: Karl Christian von Berckheim
- 1817 - 1818: Sigismund Karl von Reitzenstein (2º mandato)
- dicembre 1818 - 1831: Wilhelm Ludwig Leopold Reinhard von Berstett
- 8 ottobre 1832 - 1832: Sigismund Karl von Reitzenstein (3º mandato)
- 1833 - 27 marzo 1838: Georg Ludwig Winter
- 1838 - 1839: Karl Friedrich Nebenius (1º mandato)
- 1839 - novembre 1843: Friedrich Landolin Karl von Blittersdorf
- novembre 1843 - marzo 1845: Christian Friedrich von Boeckh
- marzo 1845 - 19 dicembre 1846: Karl Friedrich Nebenius (2º mandato)
- 19 dicembre 1846 - 9 marzo 1848: Johann Baptist Bekk
- 9 marzo 1848 - 1º luglio 1849: Karl Georg Hoffmann
- 1º luglio 1849 - maggio 1856: Friedrich Adolf Klüber
- maggio 1856 - 2 aprile 1860: Franz von Stengel
- 2 aprile 1860 - 27 luglio 1866: Anton von Stabel
- 27 luglio 1866 - 3 febbraio 1868: Karl Mathy
- 12 febbraio 1868 - 24 settembre 1876: Julius August Isaak Jolly
- 24 settembre 1876 - 7 marzo 1893: Ludwig Karl Friedrich Turban
- 7 marzo 1893 - giugno 1901: Franz Wilhelm Nokk
- giugno 1901 - 8 marzo 1905: Karl Ludwig Wilhelm Arthur von Brauer
- 8 marzo 1905 - 22 dicembre 1917: Alexander von Dusch
- 22 dicembre 1917 - 14 novembre 1918: Heinrich von Bodman